# Eurytios-Krater

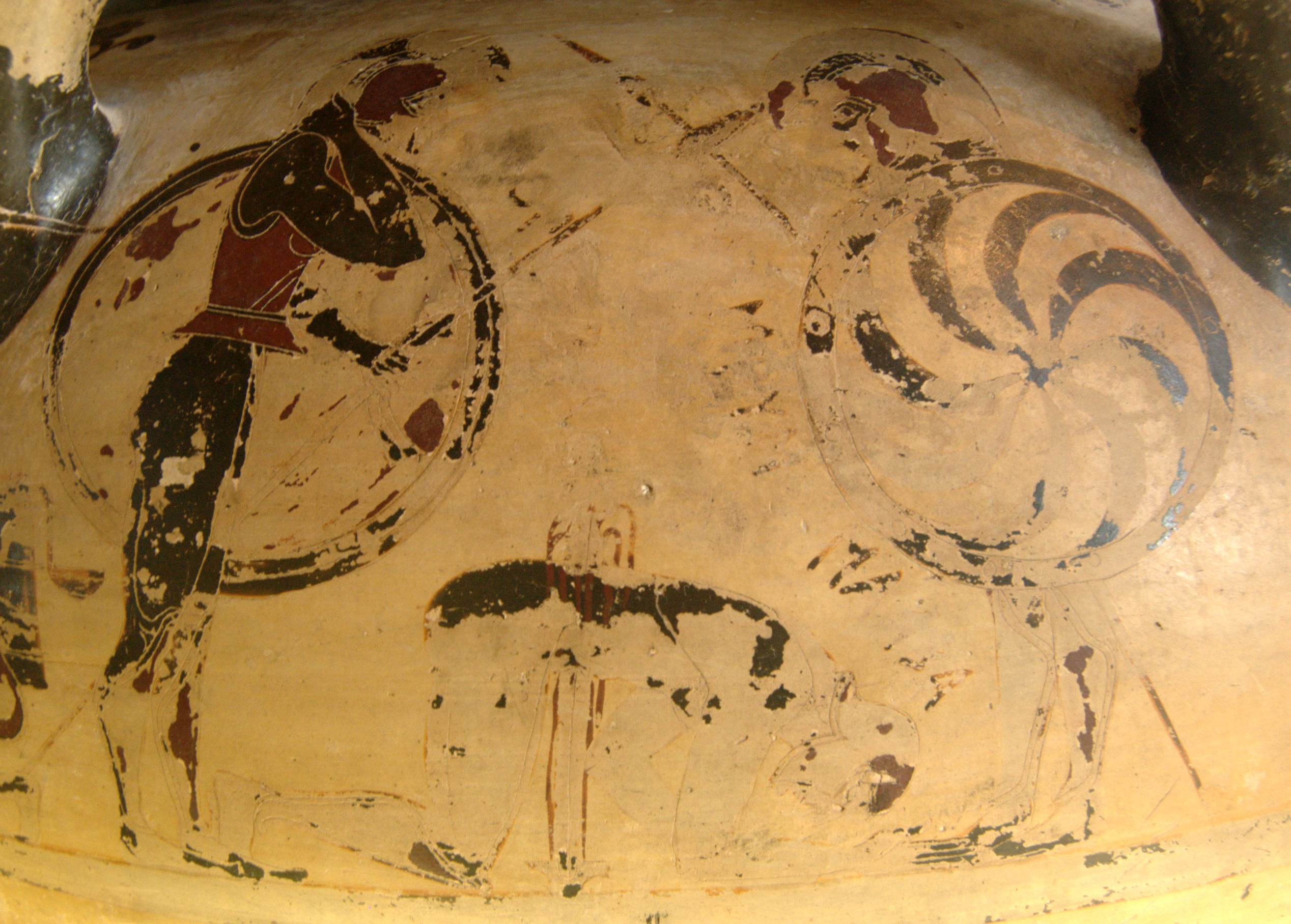
Selbstmord des Ajax

Rekonstruierte Illustration des Motives Selbstmord des Ajax

Als Eurytios-Krater wird ein frühkorinthischer Kolonettenkrater bezeichnet.
Der Eurytios-Krater wird etwa in die Zeit um das Jahr 600 v. Chr. datiert. Es handelt sich um eine Vase, die die noch recht neuen Möglichkeiten der schwarzfigurigen Vasenmalerei sowie polychromer Malerei hinsichtlich der Gestaltung von Form und Dekoration einer Vase mit einer besonders qualitativen Malerei verbindet. Der in Cerveteri gefundene Krater, der sich seit 1863 im Pariser Louvre befindet (Inventarnr. E 635/Cp 33), zeigt auf der Vorderseite das Gastmahl des Königs Eurytos für Herakles. Diese Szene, nach dem das Gefäß auch benannt wurde, ist bislang die einzig bekannte dieser Art in der korinthischen Vasenmalerei. Die Malerei unterstützend sind viele Beschriftungen der Figuren beigegeben. Die Rückseite zeigt eine Kampfszene, möglicherweise aus dem Trojanischen Krieg. Unter den Henkeln ist eine Küchenszene sowie die wohl früheste Darstellung vom Selbstmord des Großen Ajax. Im unteren Bildfries werden Reiher und Tierfriese und eine Hirschjagd dargeboten.
Der oder die Schöpfer des Gefäßes einschließlich der Bemalung sind heute nicht mehr bekannt. Der Vasenmaler wurde nach diesem Stück Eurytios-Maler genannt.

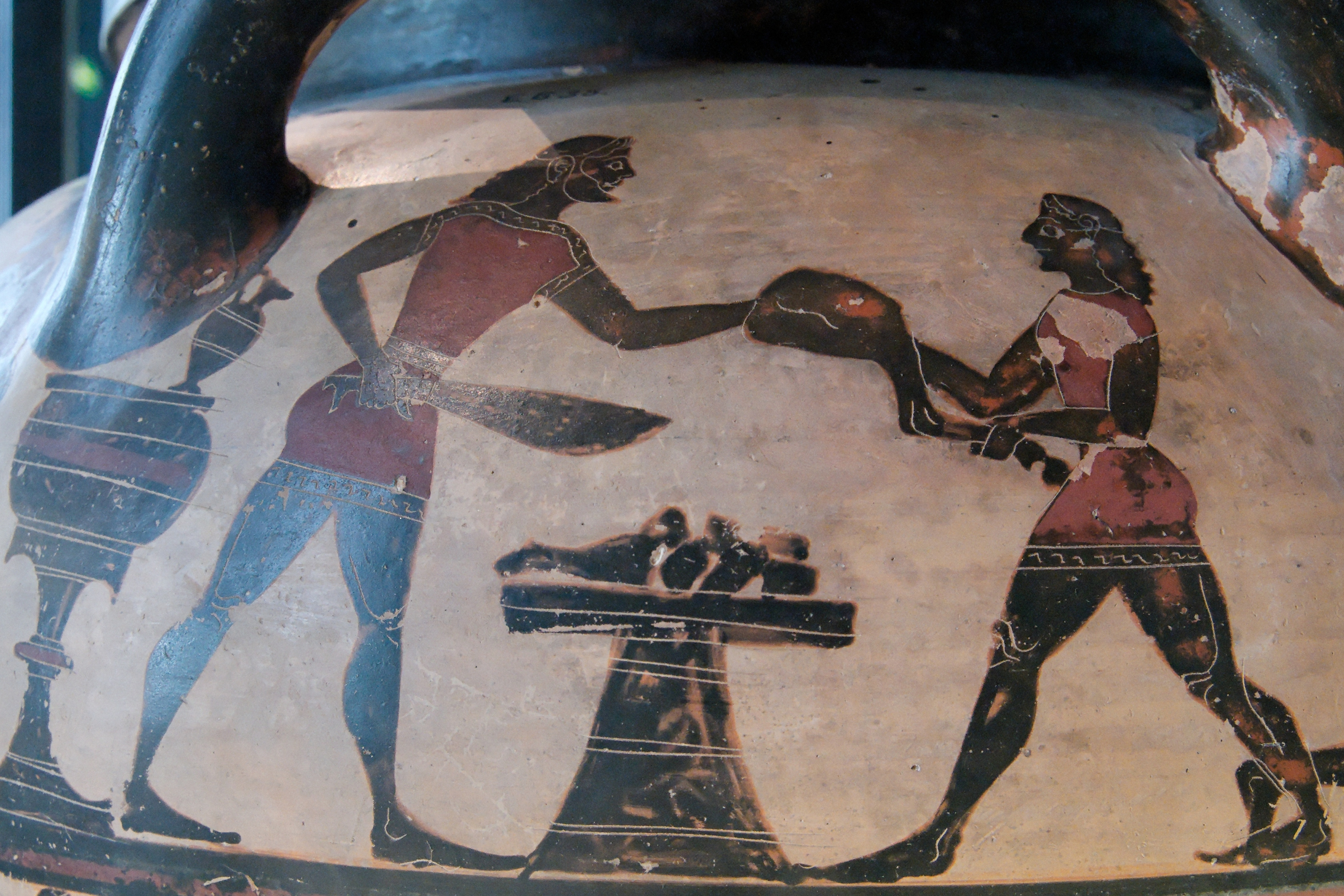
Vorderseite: Vorbereitung auf das Symposion
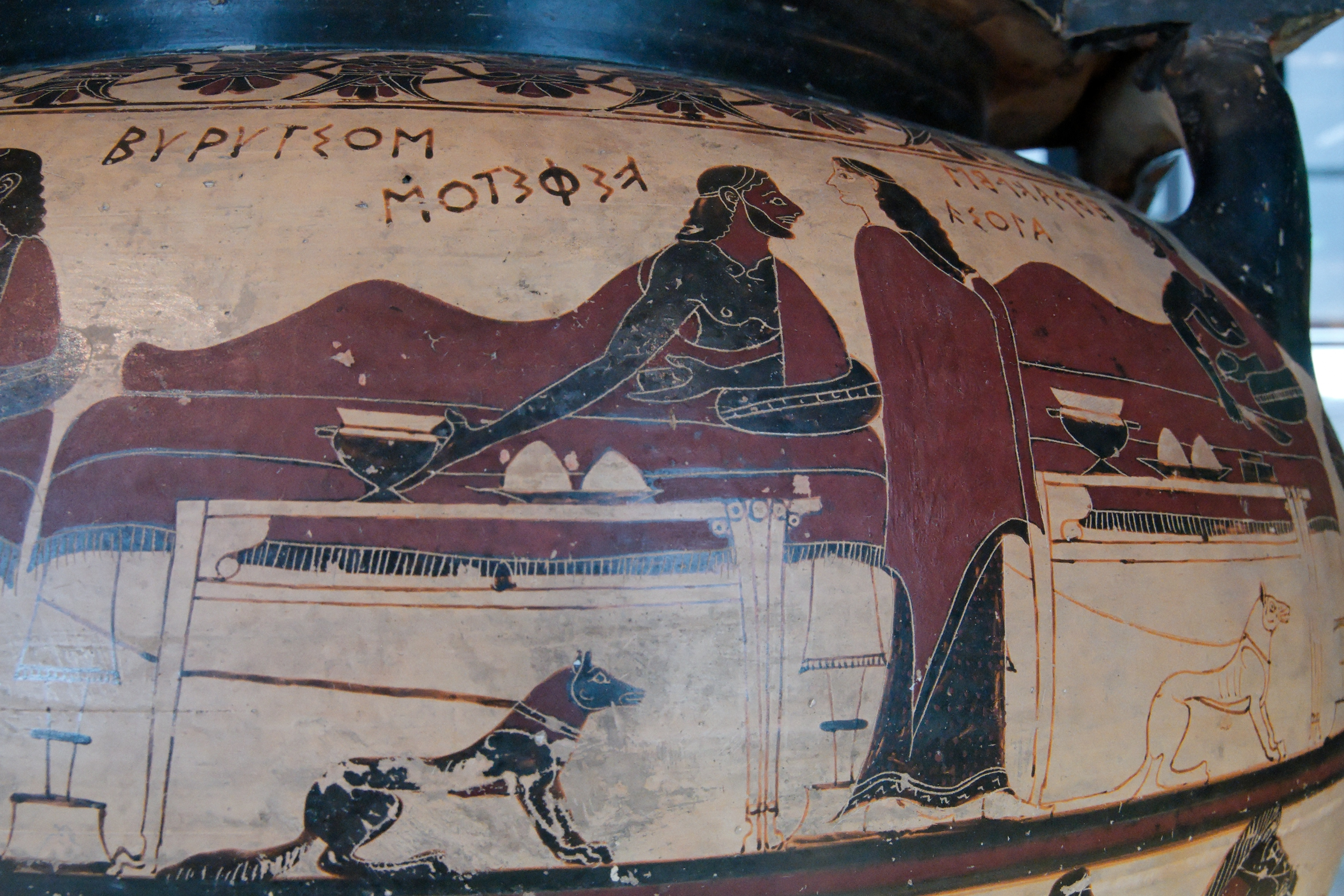
Vorderseite: Iole, Eurytios und Herakles beim Symposion
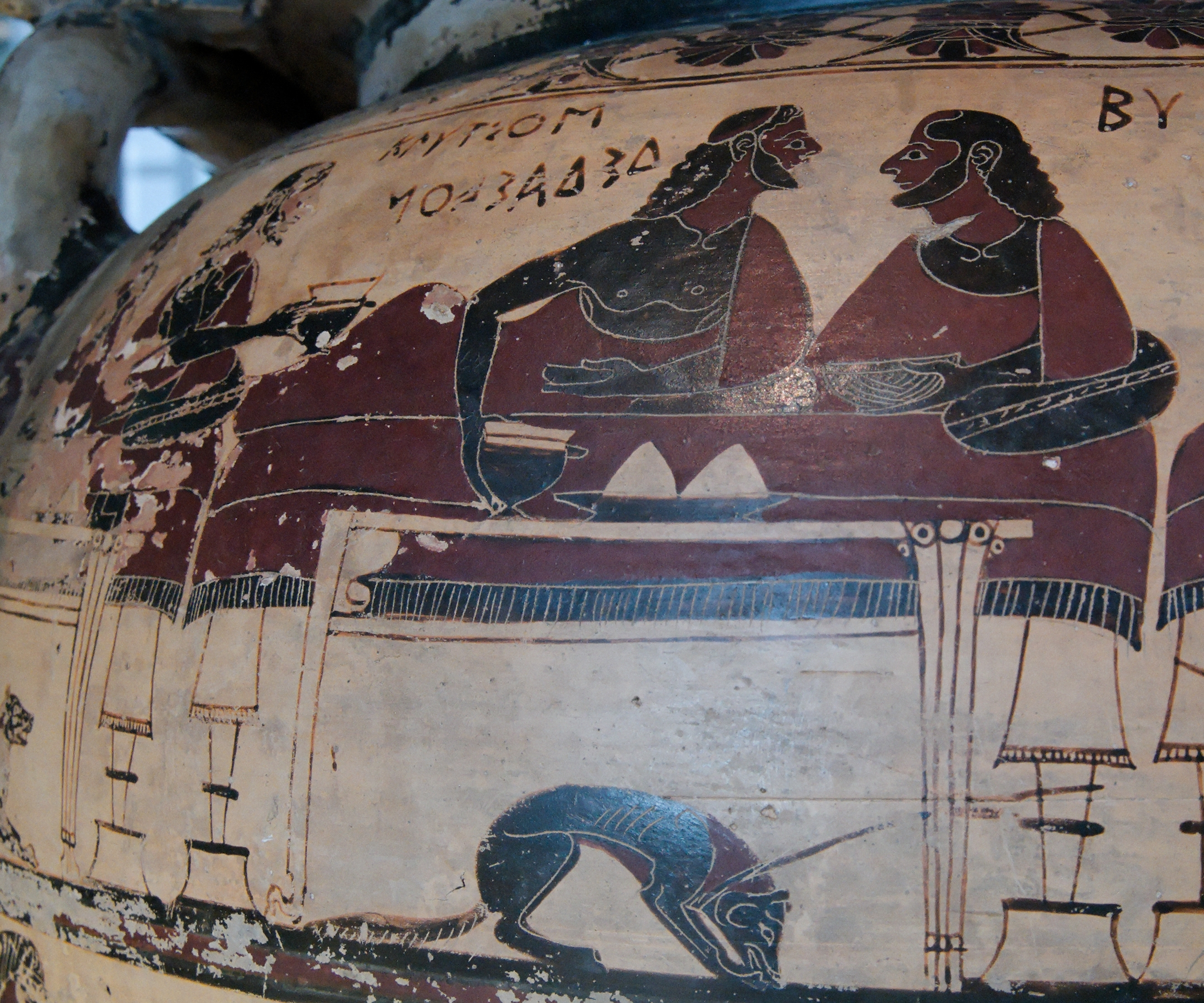
Vorderseite: Bankettteilnehmer
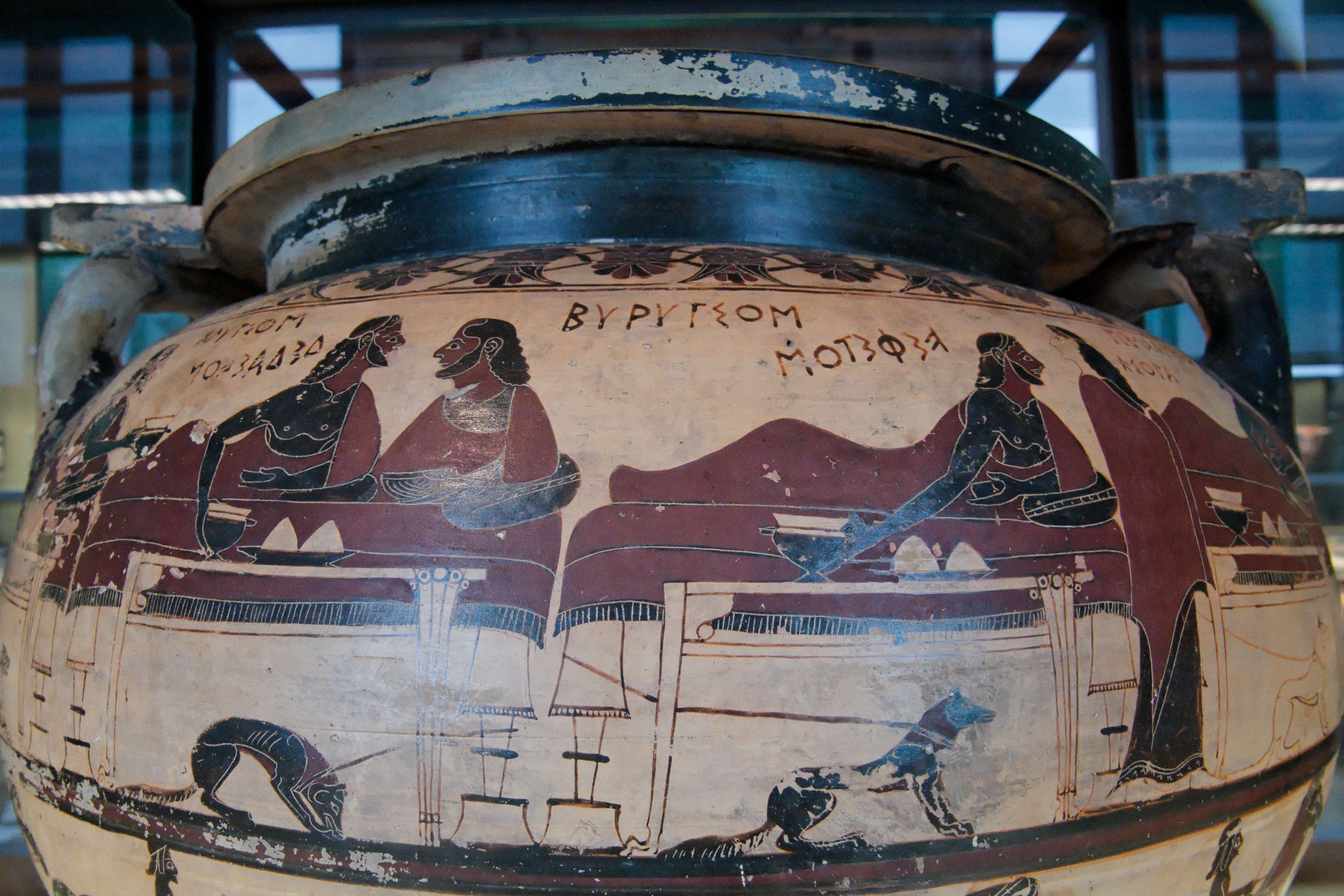